# George Franck
Pour les articles homonymes, voir Franck.
College Football Hall of Fame 2002
George Henning Franck (né le 23 septembre 1918 à Davenport et mort le 19 janvier 2011) est un joueur américain de football américain.

## Biographie
Franck fait ses études à l'université du Minnesota, il fait partie de l'équipe All america college team en 1940 et est drafté au sixième choix du premier tour du draft de 1941 par les Giants de New York.
Lors de sa première saison il marque quatre touchdown et joue 11 matchs (dont trois comme titulaire), les Giants perdent la finale NFL contre les Bears de Chicago 37-9. Il ne joue pas à cause de la Seconde Guerre mondiale pendant quatre ans et reprend en 1945 où il ne joue qu'à cinq reprises. En 1946, il ne récupère pas sa place de titulaire ne marquant qu'un touchdown ; il perd par la même occasion une seconde finale NFL contre une nouvelle fois les Bears 24-14 et termine sa carrière lors de la saison 1947 -qui sera catastrophique pour les Giants- après sept matchs et trois touchdowns.
En 2002, il est introduit au College Football Hall of Fame.
Il meurt le 19 janvier 2011 à 92 ans.